# 삼원리 사건
삼원리 사건은 제1차 아편전쟁 중, 2차 광동전투 직후인 1841년 5월 29일에 광동 외곽의 삼원리 마을을 배경으로 해서 영국육군 정규군과 중국 민병대와 지방민으로 이루어진 비정규군 사이에 벌어진 무력 충돌이다.외세의 침략에 대한 반응으로 중국 사람들에 의해 일어난 자발적 봉기의 첫번째 예로 간주되며 영국인들에게는 사소한 접전으로 간주된다.

## 배경
1841년 5월 25일, 영국군은 휴 고우 소장의 지휘 하에 광동 북서쪽에 있는 퀸하이(심해)의 수송선을 떠나서 도시를 습격을 준비를 마쳤다. 다음 날 저녁까지 그들은 네 개의 중국 요새를 점령하고 성벽을 공격 할 준비를 마쳤다. 하지만, 청 조정이 배상에 대한 영국의 요구와 군 철수에 동의하였기 때문에 예정된 공격은 27일 아침에 잠시 보류되었다.

## 사건
공격이 연기되자 북쪽 광저우의 논의 무더운 더위와 습한 공기에 거의 5,000여명의 영국과 인도군은 그대로 노출되었다.역사 학자 프레드릭 웨이크에 따르면, 삼원리 같은 마을에서 약탈이 일어나기는 했으나 전체적으로는 당시대의 영국군 부대들은 기강이 잘 잡혀있었다. 그럼에도 불구하고 중국 소식통에 따르면, 영국의 군인에 의해 마을 주민 웨이 샤오강 아내의 강간 사건이 사건을 촉발시켰다고 한다. 그 후 격앙된 지역민들은 인근 마을에서 속속 당도해 10,000 명의 관객으로 불어났고 사방에서 영국군을 포위했다.낫, 창, 여러 종류의 칼로 무장한 그들은 60명의 세포이 용병들을 논으로 유인해 분리시킨 다음 공격했는데 세포이들의 플린트락 머스킷은 폭우에 젖으면 발사할 수 없었다.네 명의 영국군이 죽었고 20명 이상이 부상했다.

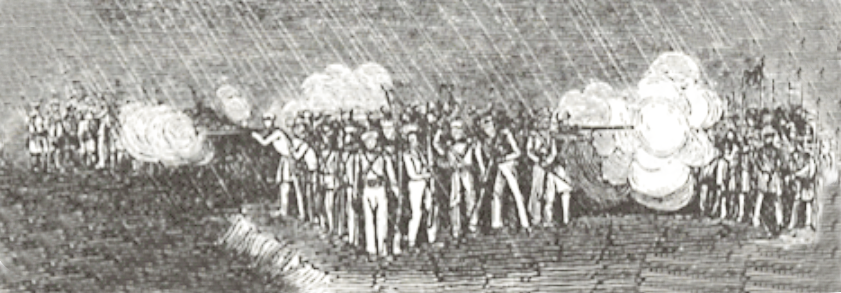
Sanyuanli에서 빗속에서 영국 군인의 존 Ouchterlonny의 스케치 [13

영국군은 세포이들을 지원하기 위해 방수가 가능한 퍼커션 머스킷으로 무장한 해병대 두 부대를 급파했다.포위 2시간 후 영국군은 서쪽 기지로 철수했고 지역민들은 또 따라와 포위했다.영국군 사령관은 이 상황을 간파했고 광동 총독 유바오천에게 포위가 계속된다면 영국육군 주력 부대가 광동을 완전히 초토화시킬 것이라는 전갈을 보냈다.그는 적군의 규모를 보건대, 이것이 단순한 공갈의 수준이 아님을 잘 알고는 군중들에게 해산하라고 촉구했다. 그럼으로써 그는 사람들에게 반역자로 낙인 찍히고 말았다.

## 남겨진 것
유바오천은 평판이 땅에 떨어졌기 때문에 그가 얻을 수 있는 자리라고는 과거시험 담당 부서의 작은 관리직에 불과했다. 애국적인 학생들은 그의 얼굴에 먹물을 뿌리기도 했다.
갈등의 진원지인 작은 산은 바이윤 국제 공항 북쪽에 있는 신작로의 주변에 있는 니우랑강이다. 광저우 지방 정부는 1991년 5월 23일에 사건 150주년을 기념해 작은 콘크리트 기념비를 세웠다.

사학자 프레더릭 웨이크먼의 기록:
아픈전쟁의 굴욕적인 군사적 패배와는 별개로, 중국인들은 삼원리 사건을 단지 청 관리의 비겁함이 흠이긴 하지만, 큰 인기 있는 승리라고 믿고 있다. 오늘날 중국 본토에서는 모든 아이들의 역사책에는 이 전투가 들어가 있다. 모든 서책과 삼원리 사건에서 죽은 자들을 모시는 신사들은 지방 정부의 역사국에서 의해서 조심스럽게 모셔지고 있다. 마치 벙커힐과 알라모를 합쳐놓은 것과 같이.